# Jeanette Schwerin
Jeanette Schwerin (z domu Abarbanell, ur. 21 listopada 1852 w Berlinie, zm. 14 lipca 1899 tamże) – niemiecka pionierka pracy socjalnej oraz edukacji do takiej pracy, propagatorka profesjonalnej pomocy społecznej i aktywista feministyczna żydowskiego pochodzenia.

## Życiorys
Urodziła się w zamożnej rodzinie liberalnych Żydów berlińskich. Ojciec, Eduard Abarbanell (1880-1865) był lekarzem, który poparł liberalne demokratyczne aspiracje w 1848. W młodości była bardzo elokwentna i dobrze oczytana. Studiowała na Uniwersytecie Berlińskim. Kiedy miała 20 lat wyszła za mąż za Ernsta Schwerina, lekarza, który dzielił się z żoną swoim doświadczeniem religijnym i tradycją rodzinną wzajemnej opieki.
Zapisała się do berlińskiego Kobiecego Towarzystwa Dobroczynności (Verein Frauenwohl) i szybko stała się członkinią grupy feministycznych aktywistek, w skład której weszły także Lina Morgenstern i Helene Lange. W 1892 byli z mężem członkami założycielami Niemieckiego Towarzystwa Kultury Etnicznej (Deutsche Gesellschaft für ethische Kultur), które w 1906 stało się berlińskim Centrum Opieki Społecznej (Zentrale für private Fürsorge e. V.).
W 1893 nawiązała współpracę z Minną Cauer celem utworzenia Grupy Dziewcząt i Kobiet do Pracy Socjalnej (Mädchen- und Frauengruppen für soziale Hilfsarbeit). W 1897 objęła kierownictwo tej grupy i opracowała program na rok, którego celem było szkolenie kompetentnych zawodowo kobiet pracujących w zakresie opieki społecznej.
Jako przewodnicząca Komisji ds. Inspekcji Przemysłu Kobiet Stowarzyszenia Niemieckich Organizacji Kobiet w 1894 złożyła petycję do Reichstagu, żądając, aby kobiety mogły zostać inspektorami w przemyśle. Prowadziła kampanię na rzecz współpracy między feministycznym ruchem klasy średniej, a jego proletariackim odpowiednikiem. Krótko przed śmiercią opublikowała pierwsze wydanie czasopisma Der Centralblatt des Bundes Deutscher Frauenvereine. Jej następcą została Alice Salomon, która dołączyła do grupy w 1895 i szybko stała się prawą ręką Jeanette Schwerin, traktując ją jako swoją mentorkę. Jeździła z wykładami po Europie, m.in. była w Szczecinie. Zmarła w Berlinie kilka miesięcy przed swoimi czterdziestymi siódmymi urodzinami, najprawdopodobniej z powodu nowotworu.

## Rodzina
Z mężem miała syna, Moritza Schwerina (1873-1914).